# Zbory Boże w Indiach
Zbory Boże w Indiach (ang. Assemblies of God in India) – chrześcijański wolny kościół protestancki o charakterze ewangelikalnym nurtu zielonoświątkowego działający w Indiach, wchodzący w skład Światowej Wspólnoty Zborów Bożych. Zbory Boże w 2000 roku liczyły w Indiach 800 000 wiernych zrzeszonych w 3600 zborach. Obecnie kościół posiada około 8000 zborów w całym kraju.  
Zbory Boże Południowych Indii (SIAG) – jeden z trzech oddziałów Zborów Bożych został zarejestrowany jako stowarzyszenie w 1951 roku, natomiast jako organ krajowy Zbory Boże zostały zarejestrowane w 1997 roku jako Generalna Rada Zborów Bożych w Indiach.
W mieście Ćennaj znajduje się zbór – megakościół liczący 40 000 wiernych.